# لي بارتليت
لي بارتليت (بالإنجليزية: Lee Bartlett)‏ هو منافس ألعاب قوى أمريكي، ولد في 30 مارس 1907 في هيلزدال في الولايات المتحدة، وتوفي في 1972 في ديربورن هايتس في الولايات المتحدة.

## وصلات خارجية
- لي بارتليت على موقع أوليمبيديا (الإنجليزية)